# 쓰밍구

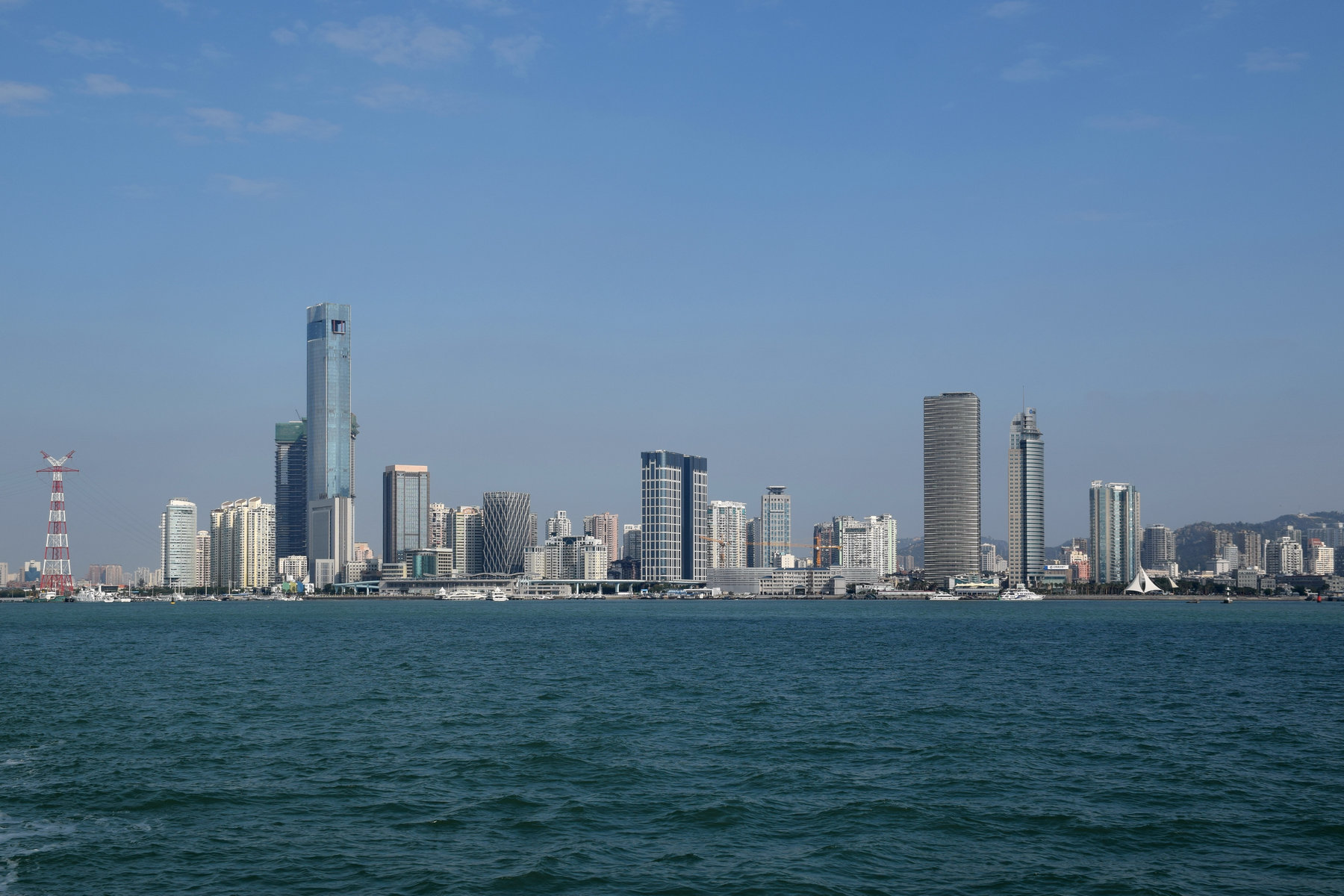

쓰밍구(한국어: 사명구, 중국어: 思明區, 병음: Sīmíng Qū)는 중화인민공화국 푸젠성 샤먼시의 현급 행정구역이다. 샤먼의 중심 구로, 샤먼섬의 남동쪽에 위치한다. 샤먼의 넓이는 75km2이고, 인구는 2007년 기준으로 580,000명이다.

## 역사
사명(思明)의 글자 그대로의 의미는 '명나라를 그리워하다(思念明朝)'는 뜻이다. 1650년에 정성공은 샤먼의 이름을 사명주(思明州)로 바꿨다. 중화민국이 시작될 무렵에 쓰밍현이 설치되었다.
1945년 10월에 이 곳에 중신구(中心区)가 만들어졌다가 1950년에 쓰밍으로 개명되었다. 1953년 4월에 구 정부는 쓰밍을 샤먼의 시할구로 승격하였다. 1966년부터 1979년까지 쓰밍의 이름은 샹양(向陽)으로 바뀌기도 했다.

## 행정 구역
10개 가도를 관할한다.
- 가도: 하항 가도(廈港街道), 중화 가도(中華街道), 빈해 가도(濱海街道), 로강 가도(鷺江街道), 개원 가도(開元街道), 오촌 가도(梧村街道), 운당 가도(篔簹街道), 가련 가도(嘉蓮街道), 련전 가도(蓮前街道), 고랑서 가도(鼓浪嶼街道).